# شو هایفنگ
شو هایفنگ (انگلیسی: Xu Haifeng؛ زادهٔ ۱۰ اوت ۱۹۵۷) تیرانداز اهل چین است.
وی در مسابقات کشوری و بین‌المللی در مجموع برندهٔ ۱ مدال طلا، ۱ مدال برنز شده‌است.